# Радосвета Пиронкова
Радосвета Николова Чинкова-Пиронкова (р. 7 януари 1962) е българска състезателка по плуване. Многократна републиканска и балканска шампионка в дисциплините свободен стил и бътерфлай.

## Биография
Радосвета Пиронкова е родена на 7 януари 1962 г. в Пловдив. Баща ѝ Никола Чинков е състезател по ски. Завършва спортно училище.
След приключване на състезателната си кариера става треньор по плуване в Пловдив.
На 18 години се омъжва за гребеца Кирил Енчев (р. 1957), син на пловдивския художник Енчо Пиронков (р. 1932). Имат три деца Енчо (р. 1983), Цветана (р. 1987) и Елисавета (р. 1989).
Дъщеря ѝ Цветана Пиронкова е българска професионална състезателка по тенис на корт.

## Отличия
- Бронзов медал от игрите „Дружба-84“ (организирани от съветския блок, като алтернатива на Летните олимпийски игри 1984 в Лос Анджелис) в смесената щафетата 4 по 100 m, заедно с Таня Богомилова, Ваня Аргирова и Бистра Господинова[1].
- Бронзов медал от европейското първенство в София (1985 г.) със смесената щафета 4 по 100 m – Бистра Господинова, Таня Богомилова, Радосвета Чинкова и Ваня Аргирова (4:11,92 мин).

## Рекорди
- През 1977 г. (на 14 г.) Пиронкова става първата българка преплувала 100 m свободен стил с резултат под 1 минута (0:59,64)[1].
- Националният рекорд на 50 m бътерфлай на Пиронкова от 28,97 s, поставен на 9 август 1985 г. в София, е подобрен едва 23 години по-късно от Нина Рангелова на 28,25 s през април 2009 г. в Солун, Гърция[2].

Към 31 декември 2006 г. Пиронкова държи 6 държавни рекорда за ветерани – жени в басейн 25 m.
- Възрастова група 30 – 34 г.
  - 100 м бруст – 1:29,60 – 18 юни 1994 г.[3]
  - 50 m бътерфлай – 0:32,5 – 19 юни 1994 г.[3]

- Възрастова група 35 – 39 г.
  - 100 m свободен стил – 1:06,70 – 25 октомври 1997 г.[3]
  - 100 м бруст – 1:29,60 – 25 октомври 1997 г.[3]
  - 50 m бътерфлай – 0:31,8 – 26 октомври 1997 г.[3]
  - 100 м гръб – 1:16,90 – 26 октомври 1997 г.[3]